# Эррани, Сара
Сара Эррани (итал. Sara Errani; род. 29 апреля 1987, Болонья, Италия) — итальянская теннисистка. Обладательница золотого карьерного Большого шлема (победительница шести турниров Большого шлема) в женском парном разряде; победительница двух турниров Большого шлема в смешанном парном разряде (Открытый чемпионат США-2024, Открытый чемпионат Франции-2025); финалистка одного турнира Большого шлема в одиночном разряде (Открытый чемпионат Франции-2012); Олимпийская чемпионка (2024) в парном разряде; бывшая первая ракетка мира в парном разряде и бывшая пятая ракетка — в одиночном разряде; победительница 44 турниров WTA (из них девять — в одиночном разряде); четырёхкратная победительница Кубка Федерации/Кубка Билли Джин Кинг (2009, 2010, 2013, 2024) в составе сборной Италии.

## Общая информация
Сара — младшая из двух детей Фульвии и Джорджо Эррани; её брата зовут Давиде. Родители никак не связаны с профессиональным спортом, а вот оба ребёнка нашли себя там — брат Сары — профессиональный футболист.
Итальянка пришла в теннис в пять лет. Со временем тренировочный процесс был перенесён в Испанию, в один из валенсийских клубов. Периодически Эррани представляет его на местных клубных соревнованиях. Лучший удар Эррани — форхенд; любимое покрытие — грунт.

## Спортивная карьера
Первые годы
Сара провела относительно успешную юниорскую карьеру. В старшей возрастной группе она смогла единожды отметится в четвертьфинале турниров Большого шлема (на Открытом чемпионате Австралии в 2005 году, где начав соревнование в отборочном турнире она, в итоге, добралась до четвертьфинала, уступив одному из лидеров этой возрастной группы — канадке Александре Возняк), а также стала 32-й ракеткой юниорского рейтинга. Игры в турнирах среди сверстниц довольно рано стали соседствовать с играми в профессиональном туре. Уже в 2001 году итальянка впервые попробовала себя в квалификации 10-тысячника из цикла ITF, а год спустя впервые заработала взрослый одиночный рейтинг.
В 2003 году Сара дебютировала в квалификации турнира WTA, заработав специальное приглашение на турнир в Палермо. Первый опыт оказывается вполне успешным: 779-я ракетка мира выигрывает свой стартовый матч у соперницы с 396-м одиночным рейтингом, а затем навязывает борьбу Иване Абрамович, стоявшей на момент матча на 186-й строчке. До конца того года Эррани ещё смогла одержать свою первую победу над игроком топ-200, когда переиграет на 25-тысячнике ITF в Казерте Марет Ани. Некоторое время результаты особо не менялись. Первые локальные успехи произошли в феврале 2005 года, когда Саре удалось выиграть свой первый профессиональный турнир, победив на 10-тысячнике ITF в Мелилье. Вскоре после этого результаты и на крупных турнирах начали постепенно улучшаться — в конце апреля итальянка выходит в полуфинал 25-тысячника ITF в Торренте, благодаря чему вскоре поднимается в топ-400. В этом же году начали приходить результаты в парном разряде: Сара вместе с разными партнёршами дошла за год до финала сразу четырёх турниров, взяв три титула. Единожды ей удалось даже выйти в финал 50-тысячника — в Кунео.
В 2006 году Эррани впервые вышла в основную сетку турнира WTA, пройдя отбор на соревновании в Боготе. Весьма удачно прошли и следующие турниры: итальянка добыла несколько полуфиналов на 25-тысячниках, прошла квалификацию на крупном турнире в Риме. Всё это вывело Сару в самое начало третьей сотни и позволило отобраться в квалификацию своего первого взрослого турнира Большого шлема — на Уимблдоне. Редкая игра на травяном корте закончилось уже в первом матче, когда Сара уступила более опытной соотечественнице Ромине Опранди. Позже ей удалось войти и закрепиться во второй сотне, когда в июле, в течение нескольких недель, итальянка сначала пробилась в четвертьфинал турнира WTA в Будапеште, а затем вышла в полуфинал 50-тысячника ITF в Мартине-Франке. В парном разряде в 2006 году Эррани удалось также завершить год в топ-200, а также выйти в финал одного 50-тысячника ITF: в июле в Кунео.
2007-11
2007 год начался не слишком удачно — на пяти из семи турниров Сара заканчивала борьбу уже в первом матче. В конце февраля на турнире в Акапулько ситуацию удалось переломить — Эррани сначала уверенно проходит отбор этого турнира WTA, а затем и три круга основы, записав на свой счёт победы над Сибиль Баммер, Кайей Канепи и Татьяной Гарбин. В следующие несколько месяцев Эррани несколько раз выходила в четвертьфиналы средних турниров ITF и удерживала свои позиции в середине второй сотни. После Открытого чемпионата Франции итальянка сосредоточилась на серии грунтовых турниров: регулярно доходя на каждом из них до четвертьфинальной-полуфинальной стадии она к середине июля поднялась к самой границе топ-100. Следом Саре удалось выйти в полуфинал турнира WTA в Палермо и набрала достаточный рейтинг, чтобы в конце августа на Открытом чемпионате США впервые попасть в основную сетку турнира Большого шлема. Дебют оказался удачным — Эррани переиграл в первом круге Ренату Ворачову. До конца года итальянка в третий раз за сезон дошла до полуфинала турнира WTA — на этот раз на Бали, что позволило ей закрепиться в рейтинге в середине второй полусотни.
Удачно сыгранный 2007 год позволил в сезоне-2008 совсем отказаться от игр на соревнованиях ITF. Итальянка провела первые семь месяцев сезона не слишком стабильно, но достаточно результативно, записав на свой счёт в этот период сразу пять третьих кругов разнообразных турниров WTA: от Барселоны до Майами и Рима. В рейтинге Сара держалась в начале второй полусотни, благодаря чему отобралась на летние Олимпийские игры в Пекине. В июле Эррани сверхудачно сыграла на турнирах в Палермо и Портороже: итальянка выиграла подряд десять матчей, записав на свой счёт два дебютных титула на соревнованиях ассоциации. Соревнования, при этом, игрались на разных покрытиях, а на домашнем турнире Сара ещё полностью отыграла парный турнир, где в дуэте с Нурией Льягостерой Вивес также взяла титул. Окончание сезона прошло в локальных битвах за очки, позволивших Эррани по итогам года стать 42-я ракеткой мира.
В 2009-11 годах Сара закрепилась на уровне стабильного игрока конца первой полусотни рейтинга. Локальные победы приходят над многими игроками второй десятки, но в матчах с топ-10, как бы удачно не складывался матч, следуют сплошные поражения. На турнирах Большого шлема итальянка несколько раз пробилась в третий круг, но там неизменно терпит поражения. На более мелких турнирах итальянка за три года трижды пробилась в титульный матч, но каждый раз терпела там поражения. Ближе всего к титулу Сара была на турнире в Портороже в 2009 году, когда тогдашняя первая ракетка мира Динара Сафина сломила её сопротивление лишь в двенадцатом гейме решающей партии. В эти же сроки Эррани шлифует своё мастерство парной игры. В её партнёршах перебывали почти все лучшие соотечественницы того времени, регулярно обращающие внимание на парную игру, а также партнёрша ещё по финалам турниров ITF Мария Хосе Мартинес Санчес. Первый финал турнира Премьер-категории пришёл именно с испанкой, но более активно игралась пара с Робертой Винчи. Постепенно дуэт с уроженкой Таранто начал показывать всё более качественные результаты, заработав к концу 2011 года немало титулов на соревнованиях базовой категории WTA, а также добыв четвертьфинал на Открытом чемпионате США 2011 года.
2012
В 2012 году произошёл следующий качественный рывок в одиночных результатах. На мелких турнирах была прервана многолетняя безвыигрышная серия: сыграв за сезон четыре турнира базовой категории на грунте, Сара смогла не проиграть на них ни матча, одержав двадцать побед подряд и завоевать четыре титула.
Также заметно улучшились результаты и на турнирах Большого шлема: и если четвертьфина Открытого чемпионата Австралии произошёл из-за более чем удачной сетки, когда на пути к этой стадии сильнейшей соперницей Эррани была 31-я ракетка мира Надежда Петрова, то во Франции итальянка прорвалась в финал, последовательно выбив из турнира Ану Иванович, Светлану Кузнецову, Анжелику Кербер и Саманту Стосур. Победы над австралийкой и немкой стали первыми триумфами Эррани в матчах с игроками топ-10.
| Стадия  | Соперница (посев)       | Рейтинг | Счёт        |
| 1 раунд | Кейси Деллакква         | 108     | 4-6 6-2 6-2 |
| 2 раунд | Мелани Уден (WC)        | 269     | 6-2 6-3     |
| 3 раунд | Ана Иванович (13)       | 14      | 1-6 7-5 6-3 |
| 4 раунд | Светлана Кузнецова (26) | 28      | 6-0 7-5     |
| 1/4     | Анжелика Кербер (10)    | 10      | 6-3 7-6(2)  |
| 1/2     | Саманта Стосур (6)      | 6       | 7-5 1-6 6-3 |
| Финал   | Мария Шарапова (2)      | 2       | 3-6 2-6     |

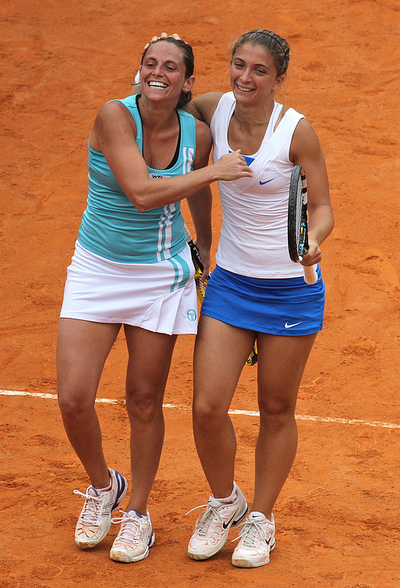
Эррани и Винчи на римском турнире. 2012 год.

Далее несколько месяцев Сара выступала на крупных турнирах неудачно, пока в конце августа она сначала не вышла в полуфинал на турнире в Нью-Хэйвене, переиграв Марион Бартоли, а затем почти повторила свой французский успех, дойдя до полуфинала на Открытом чемпионате США (попутно ещё раз обыграв Кербер). Все успехи одиночного года позволили Саре отобраться на Итоговый турнир, где итальянка также отыграла на максимуме своих возможностей, три сета борясь сначала с Агнешкой Радваньской, а затем с Самантой Стосур.
Парный год сложился столь же успешно, как и одиночный. Уже на Открытом чемпионате Австралии Сара и Роберта добрались до финала, переиграв две пары из топ-8 посева. В дальнейшем по ходу года итальянки весьма активно играли пару, сохранив привычный победный ритм, как на мелких турнирах (добыв за год четыре титула на соревнованиях базовой категории), так и стабилизировав свои результаты на соревнованиях более статусного типа. Следующий крупный успех был достигнут в Майами, где Эррани и Винчи вновь дошли до финала и вновь уступили. Следующее поражение итальянки потерпели лишь в конце июня, в четвертьфинале Уимблдона. За это время Сара и Роберта провели 25 матчей и завоевали четыре титула, став первой с 1994 года парой, которой покорились все три крупнейших грунтовых турнира в один сезон.
Продлить подобные результаты на Уимблдон и Олимпиаду не удалось — оба раза итальянок останавливали в четвертьфинале: сначала Андреа Главачкова и Луция Градецкая, а затем сёстры Уильямс. Во второй половине года Сара и Роберта показали своё былое превосходство лишь на одном турнире — на Открытом чемпионате США, где они завоевали местный титул, отдав в шести матчах соперницам лишь сет. После американского успеха Эррани стала первой ракеткой мира в парном рейтинге, а ближе к концу года её сменяет в этой роли Винчи.
2013-14
Одиночный год получился менее удачным, чем в сезоне-2012: Сара стабильно качественно провела первую половину года, где набрала достаточно очков, чтобы второй год подряд отобраться на Итоговый турнир, но, в отличие от прошлого года, итальянке достаточно слабо удались соревнования серии Большого шлема: на Открытым чемпионате Австралии, Уимблдоне и на Открытом чемпионате США она в сумме выиграла лишь один матч и только на Ролан Гаррос Эррани удалось показать результат, сопоставимый с прошлым сезоном: переиграв Агнешку Радваньскую, она смогла добраться до полуфинала турнира. Также в этом сезоне Сара улучшила свои результаты на турнирах премьер-серии: в феврале она дважды сыграла в финалах призов младшей категории этой серии: в Париже и Дубае, в марте она дошла до четвертьфиналов на супертурнирах в Индиан-Уэллсе и Майами, а в мае — в полуфиналах в Мадриде и Риме. Сезон-2013 принёс итальянке и один титул: Эррани защитила свои прошлогодние очки на грунте Акапулько, переиграв в титульном матче Карлу Суарес Наварро. В паре альянс Эррани / Винчи провёл ещё один добротный сезон, сохранив по ходу всего года статус первой пары мира. В январе Роберта и Сара сделали ещё один шаг к карьерному Большому шлему, выиграв Открытый чемпионат Австралии. В конце сезона итальянки сделали ещё одну попытку сыграть на Итоговом турнире, но, как и год назад, проиграли уже на старте. В этом же году их сыгранный альянс позволил сборной в очередной раз победить в Кубке Федерации.
Сезон-2014 в одиночном разряде прошёл на фоне дальнейшего падения стабильности результатов: два турнира Большого шлема и ряд крупных соревнований регулярного тура были закончены уже в первом-втором раундах. Локальные всплески, тем не менее, позволили итальянке отступить лишь на несколько позиций, сохранив по итогам года себе место в топ-20. Зимой был добыт финал соревновании премьер-серии в Париже, весной — во время грунтовой серии — Эррани сыграла в полуфинале в Штутгарте и стала первой итальянкой за долгое время, которая сумела дойти до финала римского турнира (попутно обыграны два игрока топ-10). Летом Сара не блистала на соревнованиях регулярного тура, но на двух соревнованиях Большого шлема, во Франции и США, добралась до четвертьфиналов. Осенью к игровым проблемам добавились проблемы со здоровьем. Парный год также не обошёлся без спадов, стоивших Саре и Роберте потери на несколько недель лидерства в рейтинге, однако постепенно их результаты выправились, а оба ближайших соперника наоборот угодили в затяжной кризис. На первых трёх турнирах Большого шлема итальянки трижды играли в финалах, оформив на Уимблдоне карьерный шлем в этом разряде.
2015-17
Через год игровой кризис усугубился, и Сара в какой-то момент сосредоточилась на выступлениях в одиночном разряде. Последним успехом альянса с Робертой стал титул на небольшом турнире в Окленде. Во второй половине года Эррани сыграла несколько турниров с завершавшей карьеру соотечественницей Флавией Пеннеттой, добившись двух четвертьфиналов и одного полуфинала на крупных турнирах в Торонто, Цинциннати и Нью-Йорке. Сокращённое расписание позволило постепенно выправить одиночные результаты: итальянка добилась двух финалов на небольших турнирах в Рио-де-Жанейро и Бухаресте, а также время от времени неплохо проявляла себя на крупных турнирах, добравшись до четвёртого раунда в Майами, четвертьфиналов в Штутгарте и на Ролан Гаррос, полуфинала в Торонто.
В январе 2016 года Эррани вышла в четвертьфинал турнире в Сиднее. В феврале итальянка смогла выиграть турнир в Дубае, переиграв в финале чешку Барбору Стрыцову — 6-0, 6-2. В апреле на грунтовом турнире в Чарлстоне она вышла в полуфинал. В июле она дважды вышла в четвертьфинал на турнирах в Бухаресте и Бостаде. В августе она приняла участие в Олимпийских играх, проводившихся в Рио-де-Жанейро. В одиночном разряде Эррани дошла до третьего раунда, а в парном разряде в дуэте с Робертой Винчи дошла до четвертьфинала.
Первого четвертьфинала в сезоне 2017 года Эррани достигла в апреле на турнире в Боготе. В мае на турнире в Рабате она вышла в полуфинал. В октябре она смогла выйти в полуфинал на турнире в Тяньцзине, а в парном разряде выиграла главный приз в партнёрстве с Ириной-Камелией Бегу. Затем она впервые за десять лет выиграла турнир более младшего уровня чем WTA, взяв 60-тысячник ITF в Сучжоу.
2018-20
В январе на турнире в Окленде Эррани взяла парный титул в альянсе с Бибианой Схофс. В начале марта она выиграла турнир младшей серии WTA 125 в Индиан-Уэллсе, обыграв в финале в двух сетах украинку Катерину Бондаренко. В мае Сара вышла в четвертьфинал грунтового турнира уже WTA-тура в Рабате.
В апреле 2019 года Эррани проиграла во втором раунде квалификации на турнир в Боготе, но в качестве лаки-лузера попала в основную сетку, где дошла до четвертьфинала, в котором проиграла в двух сетах теннисистке из Австралии Астре Шарме. В июне Эррани смогла выиграть 60-тысячник ITF в Риме.
Допинговый скандал
3 августа 2017 года Эррани была дисквалифицирована на два месяца после того, как одна из ранее сданных ей регулярных допинг-проб дала положительный результат на летрозол. Срок отстранения от соревнований был определён начиная с 16 февраля того года — времени сдачи анализа. Результаты итальянки на сыгранных после этой даты турнирах были обнулены, также Эррани была обязана вернуть все призовые, заработанные за это время. Впоследствии Антидопинговое агентство Италии подало прошение в Спортивный арбитражный суд с просьбой продлить срок дисквалификации теннисистки.
Сборная
Сара представляла Италию на Олимпийских играх 2008 и 2012 годов. Наиболее удачно сложился турнир женских пар лондонского турнира, где Эррани, в паре с соотечественницей Робертой Винчи дошла до четвертьфинала. C 2008 года же Сара приглашается в национальную команду в Кубке Федерации. Её дебют пришёлся на домашнюю игру первого круга со сборной Испании. Итальянки уступили встречу по итогам первых трёх матчей, а в четвёртой и пятой игре дали шанс Эррани. Она смогла полностью воспользоваться своим шансом и выиграла обе игры. В дальнейшем Сара была отодвинута на вторые роли в команде, получая возможность сыграть лишь тогда, когда лидеры сборной, Франческа Скьявоне и Флавия Пеннетта, по тем или иным причинам не могли выйти на матч. В подобном статусе она провела несколько матчей в 2009-10 годах, став двукратной чемпионкой турнира. С 2011 года, когда постепенно стали расти результаты самой итальянки и постепенно стали терять былые позиции Пеннетта и Скьявоне, Сара выдвинулась в основные игроки команды. В 2013 году Эррани и Винчи совместными усилиями взяли для сборной очередной титул, выиграв сначала две непростые встречи у американок и чешек, а затем обыграв третий состав сборной России в финале.

## Итоговое место в рейтинге WTA по годам
| Год  | Одиночный рейтинг | Парный рейтинг |
| 2024 | 105               | 8              |
| 2023 | 101               | 125            |
| 2022 | 109               | 305            |
| 2021 | 118               | 131            |
| 2020 | 130               | 378            |
| 2019 | 200               | 630            |
| 2018 | 108               | 108            |
| 2017 | 143               | 179            |
| 2016 | 50                | 45             |
| 2015 | 20                | 42             |
| 2014 | 15                | 1              |
| 2013 | 7                 | 1              |
| 2012 | 6                 | 2              |
| 2011 | 45                | 27             |
| 2010 | 43                | 32             |
| 2009 | 48                | 73             |
| 2008 | 42                | 103            |
| 2007 | 70                | 159            |
| 2006 | 171               | 197            |
| 2005 | 359               | 203            |
| 2004 | 521               | 556            |
| 2003 | 569               | 524            |
| 2002 | 742               | 836            |

## Выступления на турнирах

### Финалы турниров Большого шлема в одиночном разряде (1)

#### Поражение (1)
| №  | Год  | Турнир                     | Покрытие | Соперница в финале | Счёт    |
| 1. | 2012 | Открытый чемпионат Франции | Грунт    | Мария Шарапова     | 3-6 2-6 |

### Финалы турнировWTAв одиночном разряде (19)

#### Победы (9)
| Легенда: До 2009 года           | Легенда: С 2009 года                         |
| ------------------------------- | -------------------------------------------- |
| Турниры Большого шлема (0+6+2)* |                                              |
| Итоговый турнир WTA (0)         |                                              |
| Олимпиада (0+1)                 |                                              |
| 1-я категория (0)               | Premier Mandatory / WTA 1000 Mandatory (0+2) |
| 2-я категория (0)               | Premier 5 / WTA 1000 (0+7)                   |
| 3-я категория (0)               | Premier / WTA 500 (1+3)                      |
| 4-я категория (2+1)             | International / WTA 250 (6+15)               |
| 5-я категория (0)               | International / WTA 250 (6+15)               |

| Титулы по покрытиям | Титулы по месту проведения матчей турнира |
| ------------------- | ----------------------------------------- |
| Хард (2+16+1)*      | Зал (0+3)                                 |
| Грунт (7+16+1)      | Зал (0+3)                                 |
| Трава (0+3)         | Открытый воздух (9+32+2)                  |
| Ковёр (0)           | Открытый воздух (9+32+2)                  |

* количество побед в одиночном разряде + количество побед в парном разряде + количество побед в миксте.
| №  | Дата            | Турнир                   | Покрытие | Соперница в финале         | Счёт           |
| 1. | 7 июля 2008     | Палермо, Италия          | Грунт    | Мария Корытцева            | 6-2 6-3        |
| 2. | 21 июля 2008    | Порторож, Словения       | Хард     | Анабель Медина Гарригес    | 6-3 6-3        |
| 3. | 3 марта 2012    | Акапулько, Мексика       | Грунт    | Флавия Пеннетта            | 5-7 7-6(2) 6-0 |
| 4. | 15 апреля 2012  | Барселона, Испания       | Грунт    | Доминика Цибулкова         | 6-2 6-2        |
| 5. | 5 мая 2012      | Будапешт, Венгрия        | Грунт    | Елена Веснина              | 7-5 6-4        |
| 6. | 15 июля 2012    | Палермо, Италия (2)      | Грунт    | Барбора Заглавова-Стрыцова | 6-1 6-3        |
| 7. | 2 марта 2013    | Акапулько, Мексика (2)   | Грунт    | Карла Суарес Наварро       | 6-0 6-4        |
| 8. | 22 февраля 2015 | Рио-де-Жанейро, Бразилия | Грунт    | Анна Каролина Шмидлова     | 7-6(2) 6-1     |
| 9. | 20 февраля 2016 | Дубай, ОАЭ               | Хард     | Барбора Стрыцова           | 6-0 6-2        |

#### Поражения (10)
| №   | Дата            | Турнир                     | Покрытие   | Соперница в финале     | Счёт           |
| 1.  | 13 июля 2009    | Палермо, Италия            | Грунт      | Флавия Пеннетта        | 1-6 2-6        |
| 2.  | 20 июля 2009    | Порторож, Словения         | Хард       | Динара Сафина          | 7-6(5) 1-6 5-7 |
| 3.  | 13 февраля 2011 | Паттайя, Таиланд           | Хард       | Даниэла Гантухова      | 0-6 2-6        |
| 4.  | 9 июня 2012     | Открытый чемпионат Франции | Грунт      | Мария Шарапова         | 3-6 2-6        |
| 5.  | 3 февраля 2013  | Париж, Франция             | Хард (зал) | Мона Бартель           | 5-7 6-7(4)     |
| 6.  | 23 февраля 2013 | Дубай, ОАЭ                 | Хард       | Петра Квитова          | 2-6 6-1 1-6    |
| 7.  | 14 июля 2013    | Палермо, Италия (2)        | Грунт      | Роберта Винчи          | 3-6 6-3 3-6    |
| 8.  | 2 февраля 2014  | Париж, Франция (2)         | Хард (зал) | Анастасия Павлюченкова | 6-2 2-6 3-6    |
| 9.  | 18 мая 2014     | Рим, Италия                | Грунт      | Серена Уильямс         | 3-6 0-6        |
| 10. | 19 июля 2015    | Бухарест, Румыния          | Грунт      | Анна Каролина Шмидлова | 6-7(3) 3-6     |

### Финалы турнировWTA 125иITFв одиночном разряде (13)

#### Победы (7)
| Легенда:                    |
| --------------------------- |
| WTA 125 (2+2)*              |
| 100.000 USD (0)             |
| 80.000 (75.000)** USD (0)   |
| 60.000 (50.000)** USD (3+2) |
| 25.000 USD (1+4)            |
| 15.000 (10.000)** USD (1+1) |

** призовой фонд до 2017 года
| Титулы по покрытиям | Титулы по месту проведения матчей турнира |
| ------------------- | ----------------------------------------- |
| Хард (4+1)*         | Зал (0+1)                                 |
| Грунт (3+7)         | Зал (0+1)                                 |
| Трава (0+0)         | Открытый воздух (7+8)                     |
| Ковёр (0+1)         | Открытый воздух (7+8)                     |

* количество побед в одиночном разряде + количество побед в парном разряде.
| №  | Дата            | Турнир                 | Покрытие | Соперница в финале  | Счёт           |
| 1. | 21 февраля 2005 | Мелилья, Испания       | Хард     | Лусия Хименес       | 6-1 6-4        |
| 2. | 28 мая 2007     | Галатина, Италия       | Грунт    | Тина Шихтль         | 6-1 6-4        |
| 3. | 22 октября 2017 | Сучжоу, Китай          | Хард     | Го Ханьюй           | 6-1 6-0        |
| 4. | 4 марта 2018    | Индиан-Уэлс, США       | Хард     | Катерина Бондаренко | 6-4 6-2        |
| 5. | 16 июня 2019    | Рим, Италия            | Грунт    | Барбара Хаас        | 6-1 6-4        |
| 6. | 10 июля 2022    | Контрексевиль, Франция | Грунт    | Далма Галфи         | 6-4 1-6 7-6(4) |
| 7. | 5 марта 2023    | Аркейдия, США          | Хард     | Аранча Рус          | Без игры       |

#### Поражения (6)
| №  | Дата             | Турнир                             | Покрытие | Соперница в финале    | Счёт           |
| 1. | 3 июля 2007      | Кунео, Италия                      | Грунт    | Мария Эмилия Салерни  | 6-3 1-6 6-7(6) |
| 2. | 3 ноября 2019    | Асунсьон, Парагвай                 | Грунт    | Элизабет Кочиаретто   | 1-6 6-4 0-6    |
| 3. | 19 июня 2022     | Гайба, Италия                      | Трава    | Алисон ван Эйтванк    | 4-6 3-6        |
| 4. | 2 апреля 2023    | Сан-Луис-Потоси, Мексика           | Грунт    | Элизабетта Коччаретто | 7-5 4-6 5-7    |
| 5. | 17 сентября 2023 | Бухарест, Румыния                  | Грунт    | Астра Шарма           | 6-0 5-7 2-6    |
| 6. | 29 октября 2023  | Лес-Франкесес-дель-Вальес, Испания | Хард     | Магдалена Френх       | 5-7 6-4 4-6    |

### Финалы турниров Большого шлема в парном разряде (10)

#### Победы (6)
| №  | Год  | Турнир                           | Покрытие | Партнёрша      | Соперницы в финале                | Счёт        |
| 1. | 2012 | Открытый чемпионат Франции       | Грунт    | Роберта Винчи  | Мария Кириленко Надежда Петрова   | 4-6 6-4 6-2 |
| 2. | 2012 | Открытый чемпионат США           | Хард     | Роберта Винчи  | Андреа Главачкова Луция Градецкая | 6-4 6-2     |
| 3. | 2013 | Открытый чемпионат Австралии     | Хард     | Роберта Винчи  | Эшли Барти Кейси Деллакква        | 6-2 3-6 6-2 |
| 4. | 2014 | Открытый чемпионат Австралии (2) | Хард     | Роберта Винчи  | Елена Веснина Екатерина Макарова  | 6-4 3-6 7-5 |
| 5. | 2014 | Уимблдон                         | Трава    | Роберта Винчи  | Тимея Бабош Кристина Младенович   | 6-1 6-3     |
| 6. | 2025 | Открытый чемпионат Франции (2)   | Грунт    | Жасмин Паолини | Анна Данилина Александра Крунич   | 6-4 2-6 6-1 |

#### Поражения (4)
| №  | Год  | Турнир                         | Покрытие | Партнёрша      | Соперницы в финале                | Счёт        |
| 1. | 2012 | Открытый чемпионат Австралии   | Хард     | Роберта Винчи  | Вера Звонарёва Светлана Кузнецова | 7-5 4-6 3-6 |
| 2. | 2013 | Открытый чемпионат Франции     | Грунт    | Роберта Винчи  | Елена Веснина Екатерина Макарова  | 5-7 2-6     |
| 3. | 2014 | Открытый чемпионат Франции (2) | Грунт    | Роберта Винчи  | Пэн Шуай Се Шувэй                 | 4-6 1-6     |
| 4. | 2024 | Открытый чемпионат Франции (3) | Грунт    | Жасмин Паолини | Кори Гауфф Катерина Синякова      | 6-7(5) 3-6  |

### Финалы Олимпийских турниров в женском парном разряде (1)

#### Победа (1)
| №  | Дата | Турнир         | Покрытие | Партнёрша      | Соперницы в финале           | Счёт           |
| 1. | 2024 | Париж, Франция | Грунт    | Жасмин Паолини | Мирра Андреева Диана Шнайдер | 2-6 6-1 [10-7] |

### Финалы турнировWTAв парном разряде (52)

#### Победы (35)
| №   | Дата            | Турнир                           | Покрытие    | Партнёрша              | Соперницы в финале                         | Счёт              |
| 1.  | 7 июля 2008     | Палермо, Италия                  | Грунт       | Нурия Льягостера Вивес | Алла Кудрявцева Анастасия Павлюченкова     | 2-6 7-6(1) [10-4] |
| 2.  | 14 июня 2009    | Хертогенбос, Нидерланды          | Трава       | Флавия Пеннетта        | Янина Викмайер Михаэлла Крайчек            | 6-4 5-7 [13-11]   |
| 3.  | 11 апреля 2010  | Марбелья, Испания                | Грунт       | Роберта Винчи          | Мария Кондратьева Ярослава Шведова         | 6-4 6-2           |
| 4.  | 17 апреля 2010  | Барселона, Испания               | Грунт       | Роберта Винчи          | Тимея Бачински Татьяна Гарбин              | 6-1 3-6 [10-2]    |
| 5.  | 18 июля 2010    | Палермо, Италия (2)              | Грунт       | Альберта Брианти       | Юлия Гёргес Джилл Крейбас                  | 6-4 6-1           |
| 6.  | 15 января 2011  | Хобарт, Австралия                | Хард        | Роберта Винчи          | Катерина Бондаренко Лига Декмейере         | 6-3 7-5           |
| 7.  | 13 февраля 2011 | Паттайя, Таиланд                 | Хард        | Роберта Винчи          | Сунь Шэннань Чжэн Цзе                      | 3-6 6-3 [10-5]    |
| 8.  | 16 июля 2011    | Палермо, Италия (3)              | Грунт       | Роберта Винчи          | Андреа Главачкова Клара Закопалова         | 7-5 6-1           |
| 9.  | 26 февраля 2012 | Монтеррей, Мексика               | Хард        | Роберта Винчи          | Кимико Датэ-Крумм Чжан Шуай                | 6-2 7-6(6)        |
| 10. | 3 марта 2012    | Акапулько, Мексика               | Грунт       | Роберта Винчи          | Лурдес Домингес Лино Аранча Парра Сантонха | 6-2 6-1           |
| 11. | 15 апреля 2012  | Барселона, Испания (2)           | Грунт       | Роберта Винчи          | Флавия Пеннетта Франческа Скьявоне         | 6-0 6-2           |
| 12. | 13 мая 2012     | Мадрид, Испания                  | Грунт       | Роберта Винчи          | Елена Веснина Екатерина Макарова           | 6-1 3-6 [10-4]    |
| 13. | 20 мая 2012     | Рим, Италия                      | Грунт       | Роберта Винчи          | Елена Веснина Екатерина Макарова           | 6-2 7-5           |
| 14. | 8 июня 2012     | Открытый чемпионат Франции       | Грунт       | Роберта Винчи          | Мария Кириленко Надежда Петрова            | 4-6 6-4 6-2       |
| 15. | 23 июня 2012    | Хертогенбос, Нидерланды (2)      | Трава       | Роберта Винчи          | Мария Кириленко Надежда Петрова            | 6-4 3-6 [11-9]    |
| 16. | 9 сентября 2012 | Открытый чемпионат США           | Хард        | Роберта Винчи          | Андреа Главачкова Луция Градецкая          | 6-4 6-2           |
| 17. | 25 января 2013  | Открытый чемпионат Австралии     | Хард        | Роберта Винчи          | Эшли Барти Кейси Деллакква                 | 6-2 3-6 6-2       |
| 18. | 3 февраля 2013  | Париж, Франция                   | Хард (зал)  | Роберта Винчи          | Андреа Главачкова Лизель Хубер             | 6-1 6-1           |
| 19. | 17 февраля 2013 | Доха, Катар                      | Хард        | Роберта Винчи          | Надежда Петрова Катарина Среботник         | 2-6 6-3 [10-6]    |
| 20. | 24 января 2014  | Открытый чемпионат Австралии (2) | Хард        | Роберта Винчи          | Елена Веснина Екатерина Макарова           | 6-4 3-6 7-5       |
| 21. | 27 апреля 2014  | Штутгарт, Германия               | Грунт (зал) | Роберта Винчи          | Кара Блэк Саня Мирза                       | 6-2 6-3           |
| 22. | 11 мая 2014     | Мадрид, Испания (2)              | Грунт       | Роберта Винчи          | Гарбинье Мугуруса Карла Суарес Наварро     | 6-4 6-3           |
| 23. | 5 июня 2014     | Уимблдон                         | Трава       | Роберта Винчи          | Тимея Бабош Кристина Младенович            | 6-1 6-3           |
| 24. | 10 августа 2014 | Монреаль, Канада                 | Хард        | Роберта Винчи          | Кара Блэк Саня Мирза                       | 7-6(4) 6-3        |
| 25. | 10 января 2015  | Окленд, Новая Зеландия           | Хард        | Роберта Винчи          | Сюко Аояма Рената Ворачова                 | 6-2 6-1           |
| 26. | 15 октября 2017 | Тяньцзинь, Китай                 | Хард        | Ирина-Камелия Бегу     | Нина Стоянович Далила Якупович             | 6-4 6-3           |
| 27. | 7 января 2018   | Окленд, Новая Зеландия (2)       | Хард        | Бибиана Схофс          | Мию Като Эри Ходзуми                       | 7-5 6-1           |
| 28. | 21 октября 2023 | Монастир, Тунис                  | Хард        | Жасмин Паолини         | Наталья Стеванович Маи Хонтама             | 2-6 7-6(4) [10-6] |
| 29. | 4 февраля 2024  | Линц, Австрия                    | Хард (зал)  | Жасмин Паолини         | Николь Мелихар-Мартинес Эллен Перес        | 7-5 4-6 [10-7]    |
| 30. | 19 мая 2024     | Рим, Италия (2)                  | Грунт       | Жасмин Паолини         | Кори Гауфф Эрин Рутлифф                    | 6-3 4-6 [10-8]    |
| 31. | 4 августа 2024  | Олимпиада                        | Грунт       | Жасмин Паолини         | Мирра Андреева Диана Шнайдер               | 2-6 6-1 [10-7]    |
| 32. | 6 октября 2024  | Пекин, Китай                     | Хард        | Жасмин Паолини         | Вероника Кудерметова Чжань Хаоцин          | 6-4 6-4           |
| 33. | 15 февраля 2025 | Доха, Катар (2)                  | Хард        | Жасмин Паолини         | У Фансянь Цзян Синьюй                      | 7-5 7-6(10)       |
| 34. | 18 мая 2025     | Рим, Италия (3)                  | Грунт       | Жасмин Паолини         | Вероника Кудерметова Элизе Мертенс         | 6-4 7-5           |
| 35. | 8 июня 2025     | Открытый чемпионат Франции (2)   | Грунт       | Жасмин Паолини         | Анна Данилина Александра Крунич            | 6-4 2-6 6-1       |

#### Поражения (17)
| №   | Дата            | Турнир                         | Покрытие   | Партнёрша                  | Соперницы в финале                           | Счёт              |
| 1.  | 27 февраля 2010 | Акапулько, Мексика             | Грунт      | Роберта Винчи              | Барбора Заглавова-Стрыцова Полона Херцог     | 6-2 1-6 [2-10]    |
| 2.  | 23 октября 2010 | Москва, Россия                 | Хард (зал) | Мария Хосе Мартинес Санчес | Хисела Дулко Флавия Пеннетта                 | 3-6 6-2 [6-10]    |
| 3.  | 10 апреля 2011  | Марбелья, Испания              | Грунт      | Роберта Винчи              | Нурия Льягостера Вивес Аранча Парра Сантонха | 6-3 4-6 [5-10]    |
| 4.  | 13 июня 2011    | Бирмингем, Великобритания      | Трава      | Роберта Винчи              | Ольга Говорцова Алла Кудрявцева              | 6-1 1-6 [5-10]    |
| 5.  | 27 августа 2011 | Нью-Хейвен, США                | Хард       | Роберта Винчи              | Ольга Говорцова Чжуан Цзяжун                 | 5-7 2-6           |
| 6.  | 27 января 2012  | Открытый чемпионат Австралии   | Хард       | Роберта Винчи              | Вера Звонарёва Светлана Кузнецова            | 7-5 4-6 3-6       |
| 7.  | 1 апреля 2012   | Майами, США                    | Хард       | Роберта Винчи              | Мария Кириленко Надежда Петрова              | 6-7(0) 6-4 [4-10] |
| 8.  | 11 января 2013  | Сидней, Австралия              | Хард       | Роберта Винчи              | Надежда Петрова Катарина Среботник           | 3-6 4-6           |
| 9.  | 19 мая 2013     | Рим, Италия                    | Грунт      | Роберта Винчи              | Пэн Шуай Се Шувэй                            | 6-4 3-6 [8-10]    |
| 10. | 9 июня 2013     | Открытый чемпионат Франции     | Грунт      | Роберта Винчи              | Елена Веснина Екатерина Макарова             | 5-7 2-6           |
| 11. | 10 января 2014  | Сидней, Австралия (2)          | Хард       | Роберта Винчи              | Тимея Бабош Луция Шафаржова                  | 5-7 6-3 [7-10]    |
| 12. | 18 мая 2014     | Рим, Италия (2)                | Грунт      | Роберта Винчи              | Квета Пешке Катарина Среботник               | 0-4 — отказ       |
| 13. | 8 июня 2014     | Открытый чемпионат Франции (2) | Грунт      | Роберта Винчи              | Пэн Шуай Се Шувэй                            | 4-6 1-6           |
| 14. | 27 февраля 2016 | Доха, Катар                    | Хард       | Карла Суарес Наварро       | Чжань Хаоцин Чжань Юнжань                    | 3-6 3-6           |
| 15. | 9 января 2022   | Мельбурн (1), Австралия        | Хард       | Жасмин Паолини             | Эйжа Мухаммад Джессика Пегула                | 3-6 1-6           |
| 16. | 9 июня 2024     | Открытый чемпионат Франции     | Грунт      | Жасмин Паолини             | Кори Гауфф Катерина Синякова                 | 6-7(5) 3-6        |
| 17. | 22 июня 2025    | Берлин, Германия               | Трава      | Жасмин Паолини             | Тереза Михаликова Оливия Николлс             | 6-4 2-6 [6-10]    |

### Финалы турнировWTA 125иITFв парном разряде (14)

#### Победы (9)
| №  | Дата            | Турнир                        | Покрытие    | Партнёрша                  | Соперницы в финале                   | Счёт           |
| 1. | 21 февраля 2005 | Мелилья, Испания              | Хард        | Мария Хосе Мартинес Санчес | Сунь Шэннань Ян Шуцзин               | 6-7(2) 6-0 7-5 |
| 2. | 26 апреля 2005  | Торрент, Испания              | Грунт       | Паула Гарсия               | Габриэла Веласко Андреу Нурия Ройх   | 6-7(5) 6-4 6-2 |
| 3. | 15 октября 2005 | Севилья, Испания              | Грунт       | Мария Хосе Мартинес Санчес | Габриэла Никулеску Моника Никулеску  | 6-2 7-6(5)     |
| 4. | 3 июля 2006     | Кунео, Италия                 | Грунт       | Карин Кнапп                | Джулия Гатто-Монтиконе Дарья Кустова | 6-3 7-6(5)     |
| 5. | 22 января 2007  | Каприоло, Италия              | Ковёр (зал) | Джулия Габба               | Мария Корытцева Дарья Кустова        | 6-4 7-5        |
| 6. | 26 марта 2007   | Латина, Италия                | Грунт       | Джулия Габба               | Стефани Коэн-Алоро Селима Сфар       | 6-3 1-6 7-6(2) |
| 7. | 13 октября 2019 | Рибарроха-дель-Турия, Испания | Грунт       | Лара Арруабаррена          | Мари Бенуа Йоана Лоредана Рошка      | 3-6 6-4 [10-8] |
| 8. | 20 ноября 2022  | Буэнос-Айрес, Аргентина       | Грунт       | Ирина Мария Бара           | Чан Су Джон Ю Сяоди                  | 6-1 7-5        |
| 9. | 26 ноября 2023  | Флорианополис, Бразилия       | Грунт       | Лоли Жанжан                | Юлия Лохофф Конни Перрен             | 7-5 3-6 [10-7] |

#### Поражения (5)
| №  | Дата             | Турнир            | Покрытие | Партнёрша             | Соперницы в финале                     | Счёт        |
| 1. | 5 мая 2003       | Лечче, Италия     | Грунт    | Нанси Растиньоли      | Оана-Елена Голимбьоски Ленка Снайдрова | 3-6 — отказ |
| 2. | 27 сентября 2004 | Порту, Португалия | Грунт    | Жуана Понгайо Перейра | Юлия Бейгельзимер Анаушка ван Эксель   | 5-7 0-6     |
| 3. | 5 июля 2005      | Кунео, Италия     | Грунт    | Джулия Габба          | Галина Воскобоева Мария Корытцева      | 3-6 5-7     |
| 4. | 7 марта 2006     | Тельде, Испания   | Грунт    | Джулия Габба          | Нина Братчикова Алла Кудрявцева        | 1-6 1-6     |
| 5. | 17 марта 2024    | Чарлстон, США     | Хард     | Тереза Михаликова     | Оливия Гадецки Оливия Николлс          | 2-6 1-6     |

### Финалы турниров Большого шлема в смешанном парном разряде (2)

#### Победы (2)
| №  | Год  | Турнир                     | Покрытие | Партнёр          | Соперники в финале          | Счёт       |
| 1. | 2024 | Открытый чемпионат США     | Хард     | Андреа Вавассори | Тейлор Таунсенд Дональд Янг | 7-6(0) 7-5 |
| 2. | 2025 | Открытый чемпионат Франции | Грунт    | Андреа Вавассори | Тейлор Таунсенд Эван Кинг   | 6-4 6-2    |

### Финалы показательных турниров в смешанном парном разряде (1)

#### Победа (1)
| №  | Год  | Турнир           | Покрытие | Партнёр          | Соперники в финале             | Счёт              |
| 1. | 2025 | Индиан-Уэлс, США | Хард     | Андреа Вавассори | Бетани Маттек-Сандс Мате Павич | 6-7(3) 6-3 [10-8] |

### Финалы командных турниров (4)

#### Победы (4)
| №  | Год  | Турнир                    | Команда                                                                | Соперник в финале                                                           | Счёт |
| -- | ---- | ------------------------- | ---------------------------------------------------------------------- | --------------------------------------------------------------------------- | ---- |
| 1. | 2009 | Кубок Федерации           | Италия Ф.Скьявоне,Ф.Пеннетта,С.Эррани,Р.Винчи                          | США А.Глатч,М.Уден,Л.Хубер,В.Кинг                                           | 4-0  |
| 2. | 2010 | Кубок Федерации (2)       | Италия Не играла в финале.                                             | США К.Вандевеге, М.Уден, Б.Маттек-Сандс                                     | 3-1  |
| 3. | 2013 | Кубок Федерации (3)       | Италия С.Эррани,Р.Винчи,Ф.Пеннетта, К.Кнапп                            | Россия А.Панова, И.Хромачёва, А.Клейбанова, М.Гаспарян                      | 4-0  |
| 4. | 2024 | Кубок Билли Джин Кинг (4) | Италия Л. Бронцетти, Э. Коччаретто, Ж. Паолини, М. Тревизан, С. Эррани | Словакия В.Грунчакова, Т. Михаликова, А. Шмидлова, Р. Шрамкова, Р. Ямрихова | 2-0  |

## История выступлений на турнирах
По состоянию на 8 мая 2020 года
Для того, чтобы предотвратить неразбериху и удваивание счета, информация в этой таблице корректируется только по окончании участия там данного игрока.
| Турнир                       | 2006          | 2007          | 2008          | 2009          | 2010          | 2011          | 2012   | 2013          | 2014          | 2015          | 2016  | 2017          | 2018          | 2019          | 2020          | Итог   | В/П за карьеру |
| ---------------------------- | ------------- | ------------- | ------------- | ------------- | ------------- | ------------- | ------ | ------------- | ------------- | ------------- | ----- | ------------- | ------------- | ------------- | ------------- | ------ | -------------- |
| Турниры Большого Шлема       |               |               |               |               |               |               |        |               |               |               |       |               |               |               |               |        |                |
| Открытый чемпионат Австралии | -             | К             | 1Р            | 3Р            | 3Р            | 1Р            | 1/4    | 1Р            | 1Р            | 3Р            | 1Р    | 2Р            | К             | -             | К             | 0 / 10 | 10-10          |
| Открытый чемпионат Франции   | -             | К             | 1Р            | 1Р            | 1Р            | 2Р            | Ф      | 1/2           | 1/4           | 1/4           | 1Р    | 2Р            | 1Р            | -             |               | 0 / 11 | 21-11          |
| Уимблдонский турнир          | К             | -             | 1Р            | 2Р            | 3Р            | 2Р            | 3Р     | 1Р            | 1Р            | 2Р            | 2Р    | 1Р            | -             | -             |               | 0 / 10 | 8-10           |
| Открытый чемпионат США       | К             | 2Р            | 2Р            | 3Р            | 3Р            | 1Р            | 1/2    | 2Р            | 1/4           | 3Р            | 1Р    | -             | -             | -             |               | 0 / 10 | 18-10          |
| Итог                         | 0 / 0         | 0 / 1         | 0 / 4         | 0 / 4         | 0 / 4         | 0 / 4         | 0 / 4  | 0 / 4         | 0 / 4         | 0 / 4         | 0 / 4 | 0 / 3         | 0 / 1         | 0 / 0         | 0 / 0         | 0 / 41 |                |
| В/П в сезоне                 | 0-0           | 1-1           | 1-4           | 5-4           | 6-4           | 2-4           | 17-4   | 6-4           | 8-4           | 9-4           | 1-4   | 2-3           | 0-1           | 0-0           | 0-0           |        | 58-41          |
| Олимпийские игры             |               |               |               |               |               |               |        |               |               |               |       |               |               |               |               |        |                |
| Летняя олимпиада             | НП            | НП            | 1Р            | Не проводился | Не проводился | Не проводился | 1Р     | Не проводился | Не проводился | Не проводился | 3Р    | Не проводился | Не проводился | Не проводился | Не проводился | 0 / 3  | 2-3            |
| Итоговый турнир года         |               |               |               |               |               |               |        |               |               |               |       |               |               |               |               |        |                |
| Итоговый чемпионат WTA       | -             | -             | -             | -             | -             | -             | Группа | Группа        | -             | -             | -     | -             | -             | -             |               | 0 / 2  | 2-4            |
| Трофей элиты WTA             | Не проводился | Не проводился | Не проводился | -             | -             | -             | -      | -             | -             | Группа        | -     | -             | -             | -             |               | 0 / 1  | 0-2            |

К — проигрыш в квалификационном турнире.
| Турнир                       | 2008  | 2009          | 2010          | 2011          | 2012  | 2013          | 2014          | 2015          | 2016  | 2017          | 2018          | Итог   | В/П за карьеру |
| ---------------------------- | ----- | ------------- | ------------- | ------------- | ----- | ------------- | ------------- | ------------- | ----- | ------------- | ------------- | ------ | -------------- |
| Турниры Большого Шлема       |       |               |               |               |       |               |               |               |       |               |               |        |                |
| Открытый чемпионат Австралии | 1Р    | 1Р            | 1Р            | 1Р            | Ф     | П             | П             | 3Р            | 1Р    | 2Р            | -             | 2 / 10 | 20-8           |
| Открытый чемпионат Франции   | 2Р    | 2Р            | 2Р            | 3Р            | П     | Ф             | Ф             | -             | 1Р    | -             | 2Р            | 1 / 9  | 22-8           |
| Уимблдонский турнир          | 2Р    | 2Р            | 3Р            | 3Р            | 1/4   | 3Р            | П             | -             | 1Р    | -             | -             | 1 / 8  | 16-7           |
| Открытый чемпионат США       | 1Р    | 1Р            | 1Р            | 1/4           | П     | 1/4           | 2Р            | 1/2           | -     | -             | -             | 1 / 8  | 17-7           |
| Итог                         | 0 / 4 | 0 / 4         | 0 / 4         | 0 / 4         | 2 / 4 | 1 / 4         | 2 / 4         | 0 / 2         | 0 / 3 | 0 / 1         | 0 / 1         | 5 / 35 |                |
| В/П в сезоне                 | 2-4   | 2-4           | 3-4           | 7-4           | 19-2  | 16-3          | 18-2          | 6-2           | 0-3   | 1-1           | 1-1           |        | 75-30          |
| Олимпийские игры             |       |               |               |               |       |               |               |               |       |               |               |        |                |
| Летняя олимпиада             | -     | Не проводился | Не проводился | Не проводился | 1/4   | Не проводился | Не проводился | Не проводился | 1/4   | Не проводился | Не проводился | 0 / 2  | 4-2            |
| Итоговый чемпионат WTA       |       |               |               |               |       |               |               |               |       |               |               |        |                |
| Итоговый чемпионат WTA       | -     | -             | -             | -             | 1/2   | 1/2           | 1/4           | -             | -     | -             | -             | 0 / 3  | 0-3            |

К — проигрыш в квалификационном турнире.

## Призовые за время выступлений вWTAтуре
| Год        | Титулы на ТБШ | Титулы WTA | Призовые ($) | Место в рейтинге призовых |
| ---------- | ------------- | ---------- | ------------ | ------------------------- |
| 2008       | 0             | 3          | 265,165      | 64                        |
| 2009       | 0             | 1          | 369,979      | 55                        |
| 2010       | 0             | 3          | 470,997      | 45                        |
| 2011       | 0             | 3          | 414,126      | 53                        |
| 2012       | 2             | 12         | 3,110,636    | 5                         |
| 2013       | 1             | 4          | 3,073,992    | 6                         |
| 2014       | 2             | 5          | 2,589,556    | 9                         |
| За карьеру | 5             | 33         | 11,368,720   | 26                        |